# Тегистик (Жанатурмысский сельский округ)
Тегисти́к (каз. Тегістік) — аул в Байзакском районе Жамбылской области Казахстана, входит в состав Жанатурмысского сельского округа. Код КАТО — 313641600.

## География
Аул расположен в южной части Байзакского района, близ реки Талас, в 1,7 километрах к северо-западу от административного центра сельского округа села Кокбастау, в 8 километрах к северо-востоку от районного центра села Сарыкемер, и примерно в 22 километрах к северо-востоку от областного центра города Тараз. Ближайшая железнодорожная станция Ушбулак — расположена примерно в 11 километрах к югу от аула (по дороге — 18,8 км). Соседние населённые пункты: Кокбастау в 1,7 километрах к юго-востоку, Жакаш в 4 километрах к северо-востоку. Транспортное сообщение осуществляется просёлочными дорогами, с выходами на автодороги KH-6 и A2. Высота центра села — 505 метров над уровнем моря.

## Население
| Численность населения | Численность населения | Численность населения |
| 1989                  | 1999                  | 2009                  |
| --------------------- | --------------------- | --------------------- |
| 270                   | →270                  | ↗319                  |